# Collège des Jésuites de Saintes
Le collège des Jésuites de Saintes est situé entre la rue Georges Clemenceau et Fernand Chapsal. Il est fondé par lettres patentes du roi Henri IV en 1608, grâce à l'intervention du seigneur de Balanzac, Nicolas Pasquier.

## Histoire

### Collège des Jésuites (1611-1762)
Les lettres patentes de Louis XIII en 1612 autorise le clergé de Saintonge à imposer sur les bénéfices du diocèse la somme de 6000 livres pour établir le Collège.  En 1633, le collège possède aux Gonds son lieu de promenades et d'exercices, la Métairie des Pères. 
En 1762, l'expulsion des Jésuites amène les Pères bénédictins de Saint-Jean-d'Angély de la congrégation de Saint-Maur au collège de Saintes jusqu'en 1766.

### Collège royal de l'Annonciation-de-la-Vierge (1762-1797)
Le collège est renommé et confié aux prêtres séculiers après le retrait des Bénédictins. En 1782, la chapelle des Jésuites, rue de l'Évêché fut abandonnée. Une autre chapelle est inaugurée en 1782 et dédiée au Verbe-Incarné.
En 1790, l'établissement de la constitution civile du clergé apporte un terrible coup à tous les établissements d'instruction publique. Les prêtres réfractaires sont alors remplacés. 
L'éducation nationale fut fortement négligée pendant l'état de guerre. 

### L'École centrale (1797-1803)
Un jardin botanique et une pépinière furent placés sous la direction du professeur d'histoire naturelle. L'école est fréquentée par une centaine d'élèves.
L'École républicaine soucieuse de former les mœurs républicaines instaure des fêtes nationales, où l'ancien jeu de paume sert de temple décadaire. Cet élan de déchristianisation entraîne un déclin de l'enseignement des lettres au profit d'un enseignement scientifique.

### L'école secondaire et le collège communal (1803-1886)

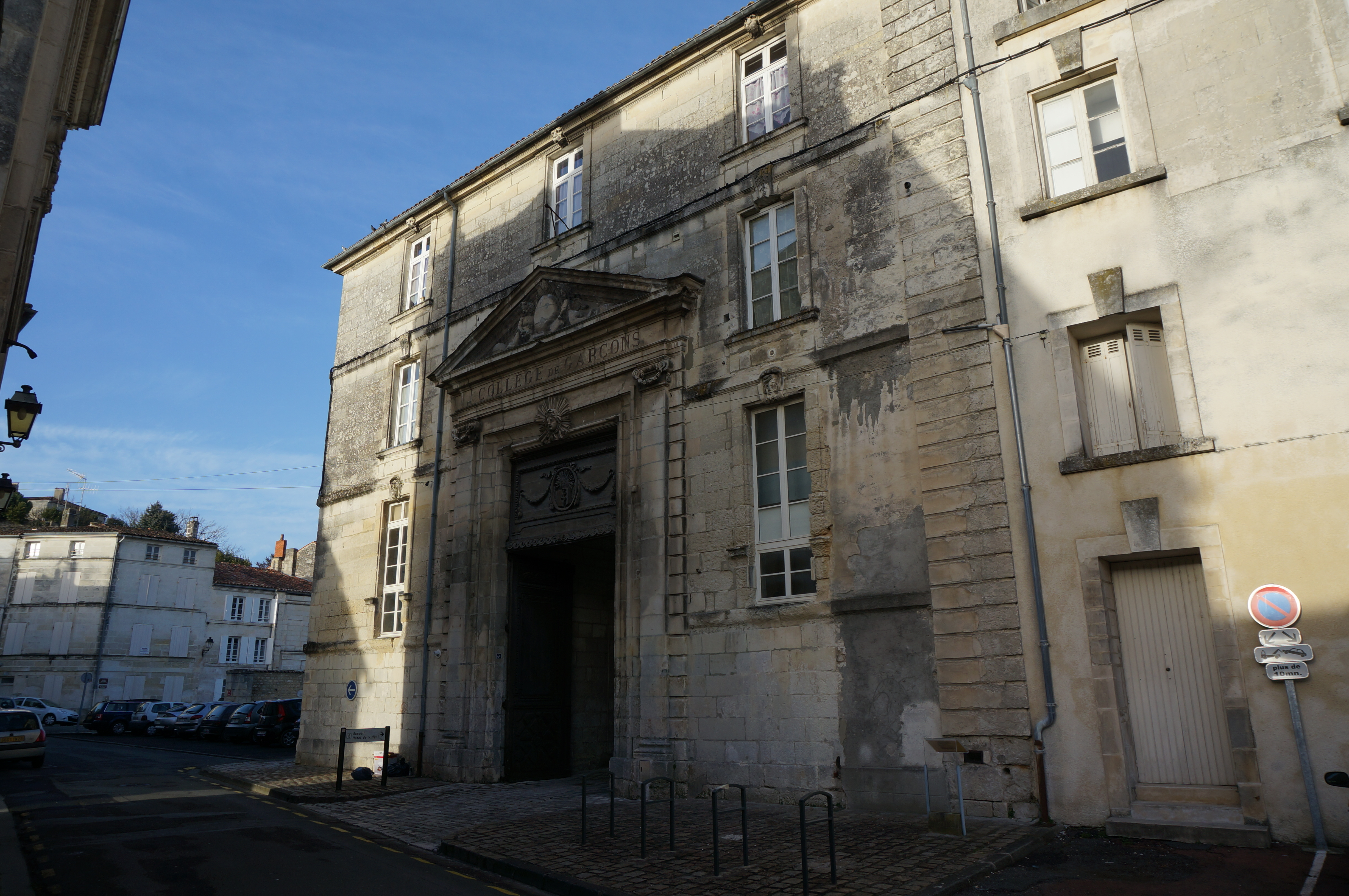
Entrée du collège des garçons

En 1805, l'abbé Delafond, principal du collège, rend la chapelle au culte catholique. 
En 1825, l'abbé Coindreau était chargé des cours d'instructions religieuses.
Une chaire de philosophie est demandée par le bureau d'administration en 1821 et est obtenue en 1822. La chaire de philosophie est tenue par Jacques Emmanuel Gilbert, conseiller municipal et adjoint du maire. Le cours d'anglais est instauré en 1832 et celui d'allemand depuis 1854. 
En 1863, M. Chapsal, anciennement professeur à Limoges est principal du collège.

## Personnalités liées

### Professeurs
- Armand de La Richardie
- Louis Audiat

### Élèves
- Joseph François Lafitau
- Edgard Combes
- Furcy de Lavault
- Pierre Jônain

## Sources
- François Xambeu, Histoire du collège de Saintes (Charente-Inférieure), 4 fasc. en 1 vol., Trepreau, 1886-1895